# Берчвуд (Висконсин)
Берчвуд (енгл. Birchwood) град је у америчкој савезној држави Висконсин.

## Демографија
По попису из 2010. године број становника је 442, што је 76 (-14,7%) становника мање него 2000. године.
| Група             | 2000.       | 2010.       |
| Белци             | 491 (94,8%) | 429 (97,1%) |
| Афроамериканци    | 0 (0,0%)    | 1 (0,2%)    |
| Азијати           | 1 (0,2%)    | 0 (0,0%)    |
| Хиспаноамериканци | 12 (2,3%)   | 5 (1,1%)    |
| Укупно            | 518         | 442         |